# Myrmeleon argentinus
Myrmeleon argentinus är en insektsart som beskrevs av Banks 1910. Myrmeleon argentinus ingår i släktet Myrmeleon och familjen myrlejonsländor. Inga underarter finns listade i Catalogue of Life.